# Sinan Cihangir
Sinan Cihangir (Ankara, 15 augustus 1970) is een Turks-Nederlands acteur, trainingsacteur en model.

## Loopbaan
Sinan Cihangir groeide op in Amsterdam. Hij volgde de mime opleiding aan de Amsterdamse theaterschool. 
Op toneel was Sinan Cihangir onder andere te zien in O.J. Othello van Cosmic theater (de voorstelling won de Fringe Award in Edingburgh) en in Vlees ook van Cosmic. In Stemmen in de Nacht van Helmert Woudenberg en In de schaduw van mijn vader van theatergroep Rast. 
Op televisie speelde Sinan Cihangir twee seizoenen een van de hoofdrollen in de reality soap Westside van AT5. Hij was te zien in Najib en Julia van Theo van Gogh en in de tv film Roos & Rana van Meral Uslu. 
Naast zijn werk als acteur schreef hij twee eigen solo's Noest en  Telefoneren met het verleden, waarmee hij door Nederland toerde. Hij schreef een aantal eenakters, waaronder Ja zeggen we tegen de neger nee zeggen we tegen de jager. En een scenario voor de korte film Max en Murat.

## Televisie
- 1998: In de praktijk
- 1999: All stars - De serie
- 2000:  Russen
- 2001: Dok 12
- 2002: Najib en Julia
- 2004: Missie Warmoesstraat
- 2006: West Side
- 2008: Keyzer & De Boer Advocaten
- 2008: Spoorloos verdwenen
- 2011: A'dam - E.V.A.
- 2013: Zuidflank
- 2014: SpangaS

## Films
- 2001: Roos en Rana
- 2003: Vrijdag de 14e
- 2012: Mixed Kebab